# Дубровка Федір Федорович
Дубровка Федір Федорович (нар. 26 квітня 1944, село Велика Копаня, Закарпатська область) — український вчений у галузі радіотехніки і телекомунікацій. Доктор технічних наук, професор. Заслужений діяч науки і техніки України, лауреат Державної премії України в галузі науки і техніки. Завідувач кафедри теоретичних основ радіотехніки Національного технічного університету України «Київський політехнічний інститут імені Ігоря Сікорського».

## Життєпис
Федір Федорович Дубровка народився 26 квітня 1944 року в селі Велика Копаня, Виноградівського району, Закарпатської області. В 1961 році закінчив із золотою медаллю Хустську школу-інтернат. У 1967 році закінчив із відзнакою радіотехнічний факультет Київського політехнічного інституту і вступив до аспірантури.
З 1970 року і дотепер працює в НТУУ «КПІ», спочатку старшим науковим співробітником, потім провідним науковим співробітником, професором. У 1981—1982 роках та 1988 році проводив наукові дослідження у Лондонському університеті під керівництвом професора P. J. B. Clarricoats. Із 2003 — завідувач кафедри теоретичних основ радіотехніки (ТОР).
Ф. Ф. Дубровка є членом Експертної ради МОН України з експертизи дисертацій з електроніки, радіотехніки і телекомунікацій.

## Наукова діяльність
Ф. Ф. Дубровка зробив вагомий внесок у розвиток вітчизняної радіотехніки і телекомунікацій, зокрема, антенної техніки. Він створив теорію поляризаційних перетворень радіосигналів лінотропними середовищами. Є автором ідеї і теорії високоточної поляризаційної адаптації радіосистем добування, перетворення та руйнування інформації, а також принципово нових ефективних методів і систем радіоелектронного захисту літальних апаратів від новітніх зенітно-ракетних комплексів. Запропонував і зробив надзвичайно швидкозбіжний ітераційний метод конструктивного синтезу антен та пристроїв мікрохвильової техніки.
Створив наукову школу «Теорія і техніка антенних систем», яка займається як фундаментальними питаннями аналізу і синтезу антен, так і розробкою реальних антенних систем. Так, під його керівництвом розроблено антенну систему вітчизняного комплексу дальньої радіотехнічної розвідки стратегічного призначення «Кольчуга», антенну систему корабельного багатофункціонального радарного комплексу «Мінерал-МЕ1», а також низку великих дзеркальних антен для земних станцій космічних інформаційних систем, які стали предметом експорту України наукомісткої високотехнологічної продукції. Дубровка Ф. Ф. — науковий керівник і головний конструктор унікальної вітчизняної великогабаритної багатопроменевої та багатодіапазонної антенної системи земної станції комплексу радіоелектронної розвідки космічних апаратів, за яку в 2014 р. йому та основним виконавцям присуджено Державну премію України в галузі науки і техніки.
Підготував 10 кандидатів наук і 1 доктора наук. Є автором понад 250 наукових праць, у тому числі, 1 монографії та понад 30 винаходів. Публікацій у Scopus — 101, h-index — 12 (грудень 2021).
Професор Дубровка Ф. Ф. із 2009 року є головним редактором міжнародного щомісячного журналу «Вісті вищих учбових закладів. Радіоелектроніка», що перекладається на англійську мову видавництвом Allerton Press, Inc. (США) під назвою «Radioelectronics and Communications Systems», та розповсюджується видавництвом Springer. Англомовна версія журналу входить до наукометричної бази Scopus. Науковець також є членом редакційних колегій часописів «Вісник НТУУ „КПІ“ Серія — Радіотехніка. Радіоапаратобудування», та вісник Львівської Політехніки.
Починаючи з 1999 року був головою трьох, та співголовою шести міжнародних конференцій з теорії і техніки антен ICATT (International Conference on Antenna Theory and Technique), заступником голови Антенної асоціації України. Протягом 2010—2014 рр. був головою спецради Д 26.002.26 із захисту докторських і кандидатських дисертацій за спеціальністю 05.12.07 — «Антени та пристрої мікрохвильової техніки».

## Нагороди
- Заслужений діяч науки і техніки України (2005)
- Державна премія України в галузі науки і техніки (2014)

## Праці
- Сверхширокополосная СВЧ биконическая антенна с высоким усилением для двухдиапазонных систем кругового радиомониторинга [Архівовано 23 грудня 2021 у Wayback Machine.] / Ф. Ф. Дубровка, С. И. Пильтяй // Известия вузов. Радиоэлектроника: научно-технический журнал. — 2020. — Т. 63, № 12. — С. 730—745. — Библиогр.: 22 назв.
- Оптимальні конструкції хвилевідних пластинчастих поляризаторів Х-діапазону з різними товщинами сходинок пластин-перегородок [Архівовано 23 грудня 2021 у Wayback Machine.] / Ф. Ф. Дубровка, С. І. Пільтяй, Р. Р. Дубровка, М. Литвин, С. Литвин // Известия вузов. Радиоэлектроника: научно-технический журнал. — 2021. — Т. 64, № 9. — С. 563—571. — Библиогр.: 17 назв.